# Maximus (Silberschmied)
Maximus war ein spätantiker römischer Silberschmied (lateinisch vascularius), der zu Beginn des 4. Jahrhunderts in Sirmium tätig war.
Maximus ist nur noch aufgrund zweier gepunzter Signaturen bekannt. Diese finden sich auf zwei doppelaxtförmigen Silberbarren, die in Eni Eri bei Chaskowo in Bulgarien gemeinsam mit weiteren Stücken 1942 zufällig als Hortfund entdeckt wurden. Einer der beiden Barren wiegt 633 Gramm, also exakt zwei römische Pfund. Aus der Inschrift geht zudem hervor, dass sich die Werkstatt des Maximus in Sirmium befand. Heute gehört das Stück zur Sammlung des Archäologischen Nationalmuseums Bulgariens in Sofia.
Die aufgelösten Inschriften lauten:
und
Vergleichbare, etwa zur selben Zeit hergestellte Barren, die sich ebenfalls im Hortfund finden, erinnerten an das zehnjährige Regierungsjubiläum des römischen Kaisers Licinius im Jahr 318.